# مجمع‌الجزایر چاگوس

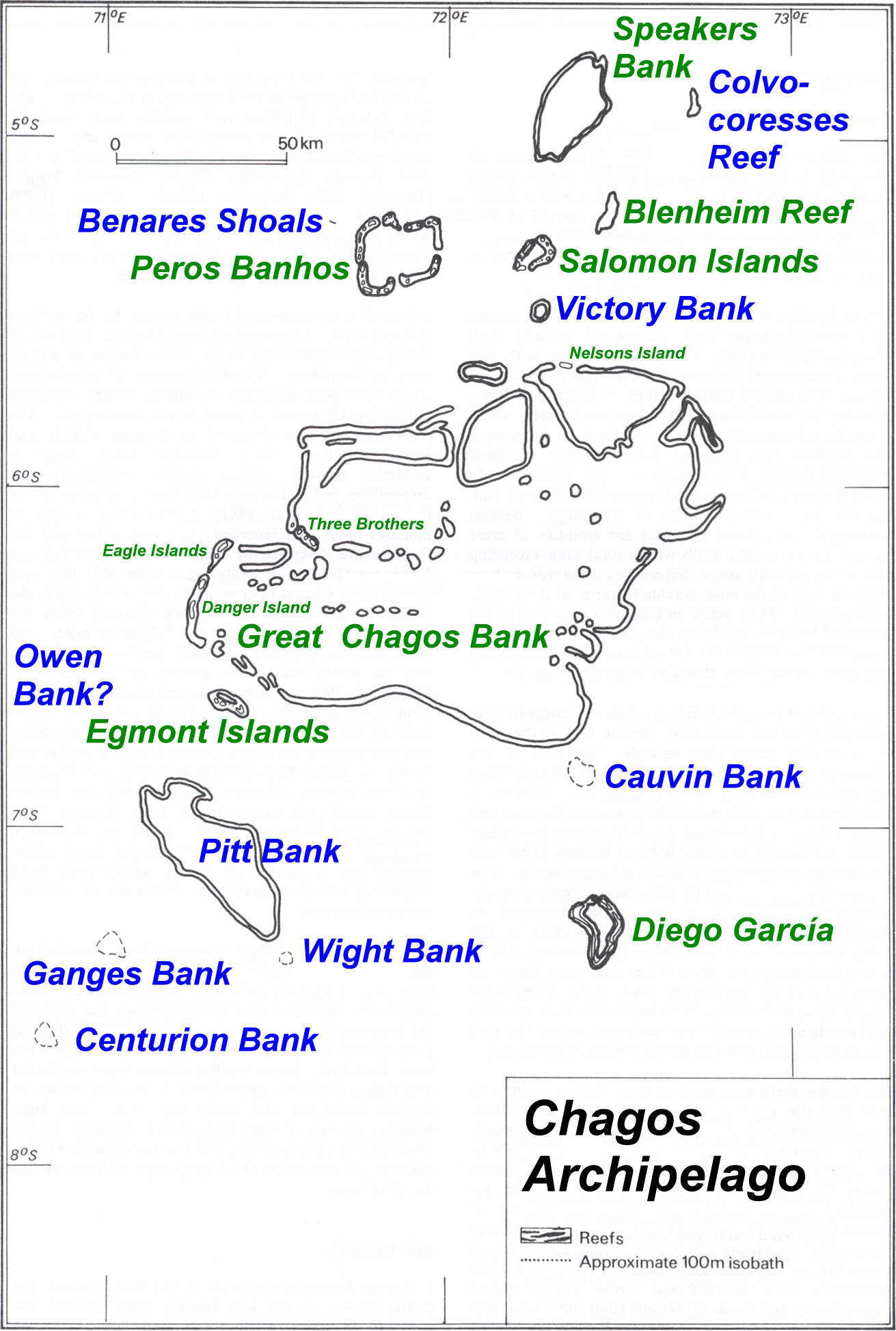
نقشهٔ مجمع‌الجزایر چاگوس

مجمع‌الجزایر شاگوس یا چاگوس (به انگلیسی: The Chagos Archipelago)، دیوهی:ފޭހަންދީބު، هندی:फेहंद्वीप) مجموعه‌ای از هفت آتول و دربرگیرندهٔ بیش از ۶۰ جزیره گرمسیری در اقیانوس هند می‌باشد. این مجمع‌الجزایر در حدود ۵۰۰ کیلومتری جنوب جزایر مالدیو قرار گرفته‌است.
چاگوس بخشی از قلمرو بریتانیا در اقیانوس هند می‌باشد. ساکنان اصلی اینجا چاگوسی‌ها بودند که به وسیلهٔ بریتانیایی‌ها در دههٔ ۱۹۷۰ از سرزمین مادری خود بیرون رانده شدند. آمریکا سال‌ها است که یک پایگاه نظامی در جزیره دیه‌گو گارسیا برپا کرده‌است.

## رد مالکیت بریتانیا

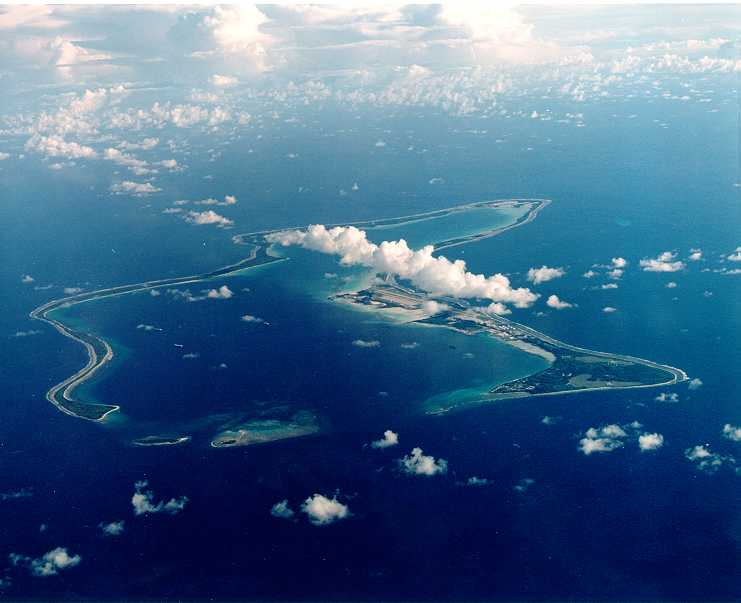
مرتبط

به نقل از گاردین، دیوان بین‌المللی دادگستری (دادگاه لاهه، ICJ) در سال ۲۰۱۹ ادعای حاکمیت انگلیس بر جزیره «چاگوس» (Chagos) واقع در اقیانوس هند را غیرقانونی اعلام کرد. «عبدالقوی احمد یوسف» (Abdulqawi Ahmed Yusuf) رئیس دیوان بین‌المللی دادگستری گفت: جداسازی جزیره «چاگوس» (Chagos) در سال ۱۹۶۵ بر اساس اعلام آزادانه و واقعی مردم آن نبوده‌است. رئیس دیوان بین‌المللی دادگستری در ادامه افزود: بر این اساس، انگلستان باید حاکمیت این جزیره را هرچه زودتر رها کند.
سازمان ملل در ماه فوریه سال ۲۰۱۹ میلادی از بریتانیا خواست مجمع‌الجزایر چاگوس را پس دهد. مجمع عمومی سازمان ملل متحد در نیویورک از بریتانیا خواست تا با توقف حاکمیت خود بر مجمع‌الجزایر چاگوس، کنترل این جزایر را به جمهوری موریس بسپارد. در این مجمع ۱۱۶ کشور به قطعنامه کشورهای آفریقایی که از لندن می‌خواهد به «اداره مستعمراتی» این جزایر از سوی خود ظرف شش ماه پایان دهد، رأی مثبت دادند. تنها شش کشور از مجموع ۱۹۳ عضو سازمان ملل به این قطعنامه رأی منفی دادند. بریتانیا و آمریکا از جمله این کشورها بودند. رأی بقیه ۵۶ کشور عضو سازمان ملل، از جمله آلمان، فرانسه و کانادا، به قطعنامه مزبور ممتنع بود. از پس دهه‌ها مناقشه بر سر مجمع‌الجزایر چاگوس، دیوان بین‌المللی دادگستری در لاهه، ماه فوریه گذشته (اوایل اسفند ۱۳۹۷) به نفع جمهوری موریس رأی داد. قضات عالی‌ترین مرجع قضایی سازمان ملل در حکم خود اعلام کرده بودند که بریتانیا امور اجرایی و اداری این جزایر را در دهه ۶۰ میلادی به شکلی غیرقانونی از مستعمره پیشین خود موریس جدا کرده و باید آن را پس دهد. این حکم البته مشورتی بود و ضمانت اجرایی نداشت. دولت بریتانیا حکم دیوان بین‌المللی دادگستری را رد کرد و جمهوری موریس سازمان ملل متحد را فراخواند تا در این خصوص موضع‌گیری کند. با وجود اعلام استقلال کشور جزیره‌ای موریس از بریتانیا در سال ۱۹۶۸ میلادی، مجمع‌الجزایر چاگوس کماکان زیر کنترل بریتانیا باقی ماند. این مجمع‌الجزایر در حدود ۵۰۰ کیلومتری جنوب کشور جزیره‌ای مالدیو واقع در اقیانوس هند قرار گرفته‌است. قطعنامه مجمع عمومی بر سر مجمع‌الجزایر چاگوس که البته از لحاظ حقوق بین‌الملل ضمانت اجرایی ندارد، اعلام کرده که سازمان ملل متحد و تمامی زیرمجموعه‌هایش حق حاکمیت ججمهوری موریس بر این مجمع‌الجزایر را به رسمیت می‌شناسد. قطعنامه مزبور هم‌زمان از جامعه جهانی خواسته‌است تا از «اداره غیرقانونی مستعمراتی حمایت نکرده یا آن را به هیچ عنوان مقدم نشمرد.» دولت بریتانیا بین سال‌های ۱۹۶۸ و ۱۹۷۳ حدود دو هزار تن از ساکنان مجمع‌الجزایر چاگوس را مجبور به ترک محل زندگی و نقل مکان به بریتانیا، جمهوری موریس و کشور جزیره‌ای سیشل کرد تا بتواند مکان لازم برای ساختن یک پایگاه بزرگ نظامی را فراهم کند. پایگاه نظامی «دیگو گارسیا» در جزیره دیه‌گو گارسیا از مجمع‌الجزایر چاگوس، تا سال ۲۰۳۶ میلادی در اجاره ارتش آمریکا است. پس از حملات ۱۱ سپتامبر ۲۰۰۱ از این پایگاه همچنین به عنوان مرکزی برای بازجویی‌های سازمان اطلاعات مرکزی آمریکا «سیا» استفاده می‌شد.
مجمع الجزایر چاگوس در اقیانوس هند دارای اهمیت استراتژیک است. ایالات متحده آمریکا پایگاه بزرگ نظامی در آنجا دارد. این یکی از دلایلی است که بریتانیا نمی‌خواهد این جزایر را به موریس بازگرداند.
بریتانیا رای مجمع عمومی سازمان ملل را در مورد جزیره موریس نادیده می‌گیرد. جزیره موریس (جمهوری موریس)، بریتانیا را یک استعمارگر غیرقانونی خوانده‌است که ضرب‌الاجل سازمان ملل متحد را برای بازگرداندن کنترل جزیره به ملت آن، نادیده گرفته‌است. مجمع عمومی سازمان ملل متحد، با اکثریت قاطع آرا، ادامه اشغال این قلمرو را تقبیح کرده‌است و به بریتانیا شش ماه مهلت داده‌است تا کنترل مجمع‌الجزایر شاگوس را به جزیره موریس بازگرداند (توضیح: مجمع‌الجزایر شاگوس یا چاگوس، شامل بیش از ۶۰ جزیره در اقیانوس هند در جنوب جزایر مالدیو و بخشی از مستعمرات بریتانیا در آن منطقه بوده‌است. در سال ۱۹۷۰ بریتانیا ساکنان بومی شاگوس را از زادگاهشان بیرون راند). بی‌بی‌سی به نقل از آقای پراویند جوگنوت، نخست‌وزیر جمهوری موریس، گزارش داده‌است که در حال حاضر، بریتانیا یک استعمارگر غیرقانونی است. موریس، مدعی است که ناچار شده بوده‌است در مقابل گرفتن استقلال، شاگوس را معامله کند. بریتانیا، شاگوس را در سال ۱۹۶۵ که جزیره موریس هنوز یک مستعمره بود، به مبلغ ۳ میلیون پوند خریداری کرد. دولت بریتانیا این مجمع‌الجزایر را جزو قلمرو خود در اقیانوس هند می‌داند. دولت بریتانیا رای دیوان عالی کیفری و مجمع عمومی سازمان ملل را از نظر قانونی، الزام‌آور تلقی نمی‌کند. یک سخنگوی وزرات خارجه بریتانیا گفت: «ما در مورد حق حاکمیت‌مان بر قلمرو بریتانیا در اقیانوس هند هیچگونه تردیدی نداریم. این قلمرو از سال ۱۸۱۴ مداوما زیر حاکمیت بریتانیا بوده‌است.» «جمهوری موریس هرگز بر مجمع‌الجزایر حاکمیت نداشته‌است و ما این ادعا را به رسمیت نمی‌شناسیم.» سخنگوی وزارت خارجه بریتانیا افزود، این قلمرو «تا زمانی که دیگر برای اهداف دفاعی مورد نیاز نباشد»، در کنترل بریتانیا باقی خواهد ماند.

## آثار حقوقی جدایی مجمع الجزایر چاگوس از کشورموریس
مجمع عمومی سازمان ملل متحد در تاریخ ۲۲ ژوئن سال ۲۰۱۷ با استناد به ماده ۶۵ اساسنامه دیوان بین‌المللی دادگستری، از دیوان بین‌المللی دادگستری تقاضای نظر مشورتی کرد.
موریس کشوری جزیره‌ای در جنوب غربی اقیانوس هند است که در حدود ۹۰۰ کیلومتری شرق ماداگاسکار واقع شده‌است. تا قبل از سال ۱۹۶۸، این کشور تحت قیمومت بریتانیا قرار داشت تا اینکه در سال ۱۹۶۸ با استناد به قطعنامه‌های سازمان ملل با موضوع اعطای استقلال به کشورهای تحت استعمار، اعلامیه استقلال صادر کرد و از بریتانیا مستقل شد. با وجود این، مجمع‌الجزایر چاگوس کماکان تحتِ تصرف بریتانیا قرار گرفت و بریتانیا حاضر به تحویل و تسلیم آن به دولت موریس نشد. مجمع عمومی به‌طور مشخص دو سؤال را مطرح می‌کند: آیا فرایند ضد استعمار واقعاً و به‌درستی در موریس واقع شده‌است و بریتانیا به تعهداتش بر مبنای اعلامیه‌های راجع به اعطای استقلال عمل نموده‌است؟ با توجه به اینکه دولت موریس نمی‌تواند اتباع خود را در مجمع‌الجزایر چاگوس مستقر نماید، آثار حقوقی جداسازی این مجمع‌الجزایر از کشور موریس چیست؟
توضیح: پنج رکن سازمان ملل متحد و شانزده نهاد تخصصی وابسته به سازمان ملل متحد می‌توانند از دیوان بین‌المللی دادگستری تقاضای نظر مشورتی نمایند. از سال ۱۹۴۶ تا کنون، دیوان ۲۷ نظر مشورتی در موضوعات گوناگون صادر کرده‌است. آرای مشورتی دیوان، الزام‌آور نیستند اما می‌توانند در توسعه حقوق بین‌الملل، سهمی مؤثر ایفا نمایند.

## نگارخانه

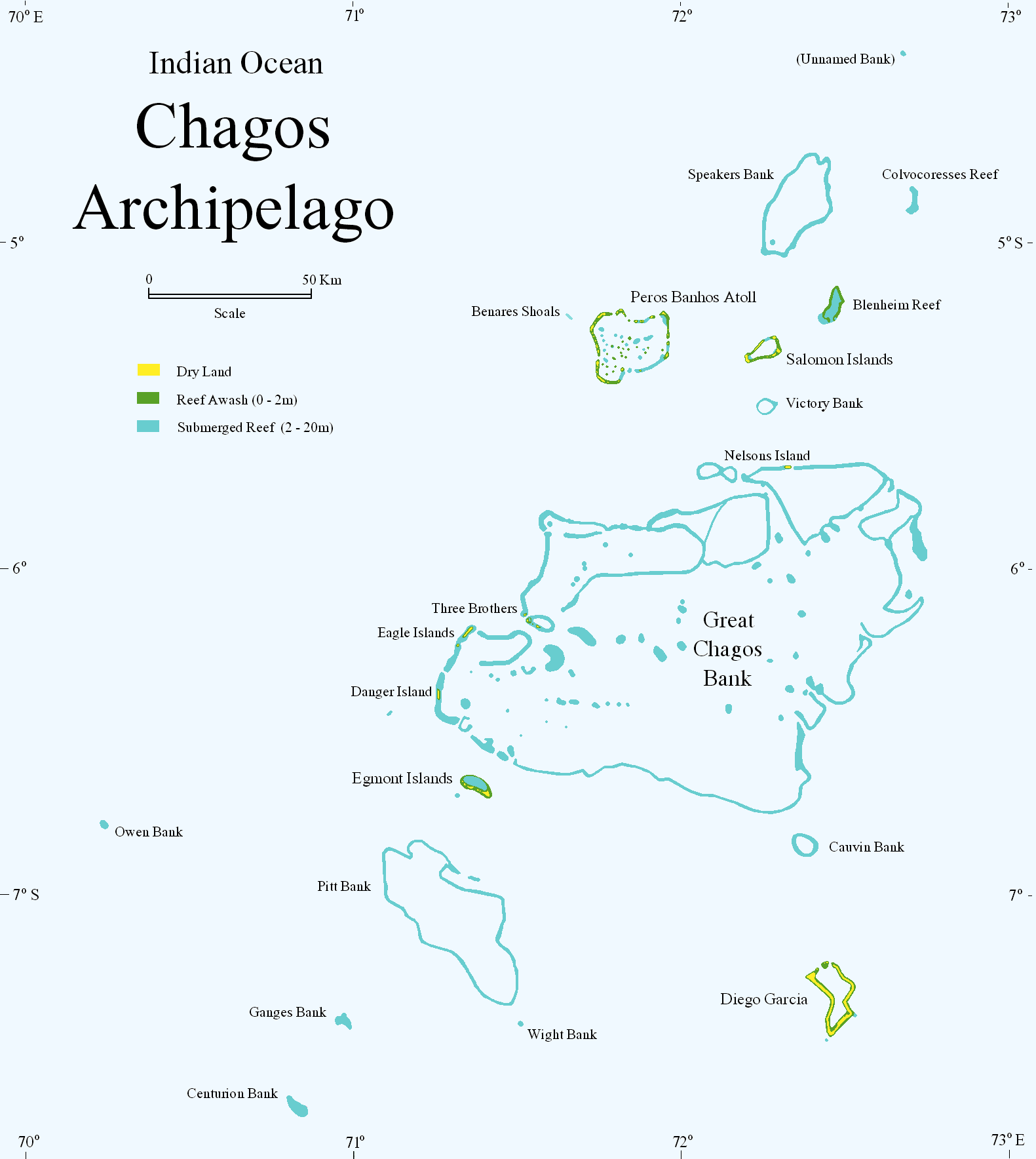
نقشهٔ مجمع‌الجزایر چاگوس
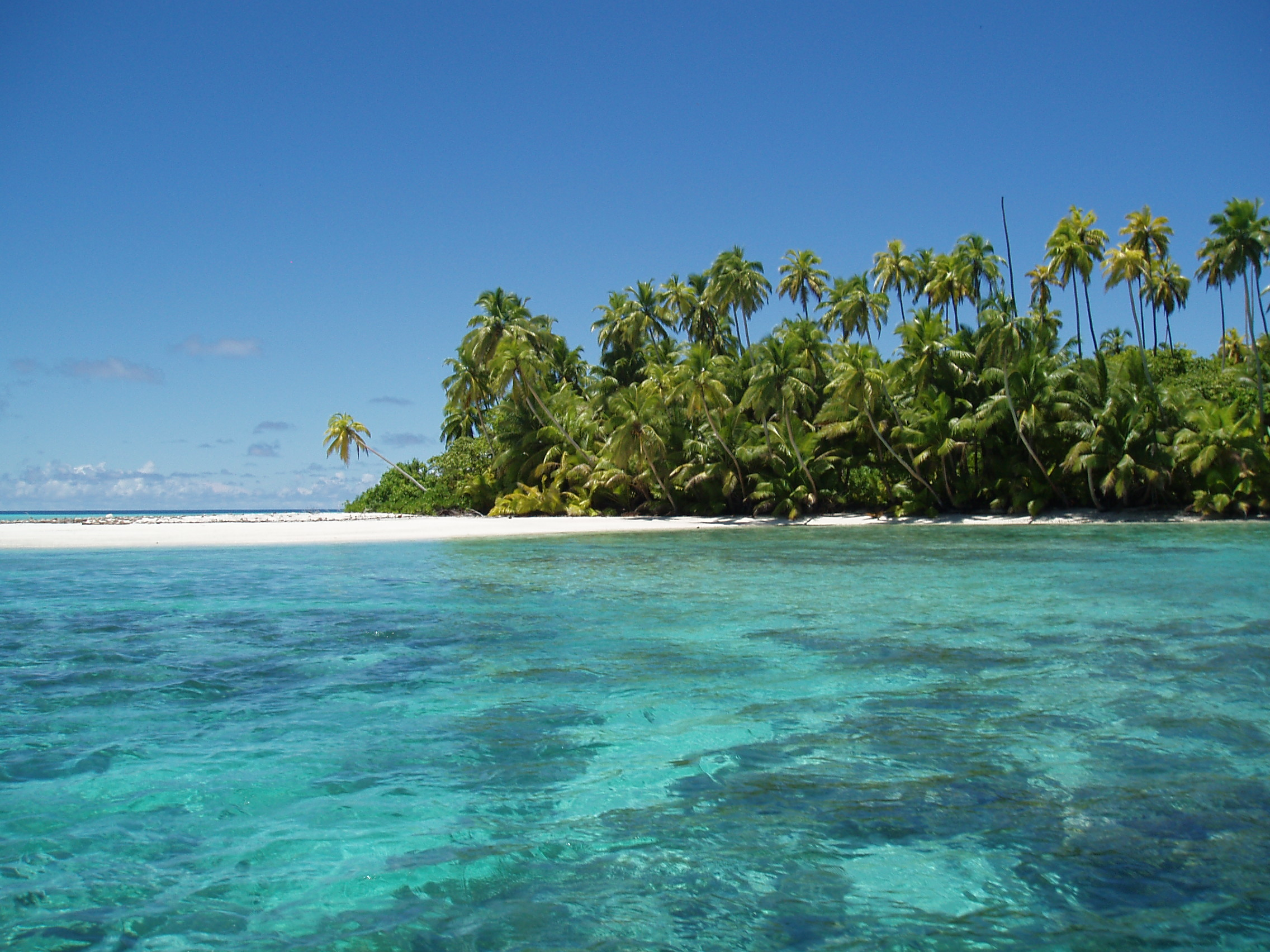
چاگوس